# チャーンゴー人

チャーンゴーの紋章

チャーンゴー(csángó [ˈʧɑ̈ːŋɡoː], 複 csángók [ˈʧɑ̈ːŋɡoːk] )はマジャル人（ハンガリー人）の民族集団のひとつ。ルーマニア語ではハンガリー語からの音訳でチャンガウ（ceangău [ˈʧe̯anɡəw], 複 ceangăi [ˈʧe̯anɡəj]）人と呼ばれている。呼称の由来は諸説あるが、ハンガリー語の動詞の csáng [ˈʧɑ̈ːŋɡ]「さ迷い歩く、放浪する」の現在形容分詞形の csángó [ˈʧɑ̈ːŋɡoː] が名詞化したもので「さ迷い歩く者、放浪者、出て行く者」が起源であるとの説が現在のところ最も有力である。本来起源的にはトランシルヴァニア域内に居住していたハンガリー人たちが外に出て行き定住したと考えられることからこのように呼ばれるようになったと思われる。

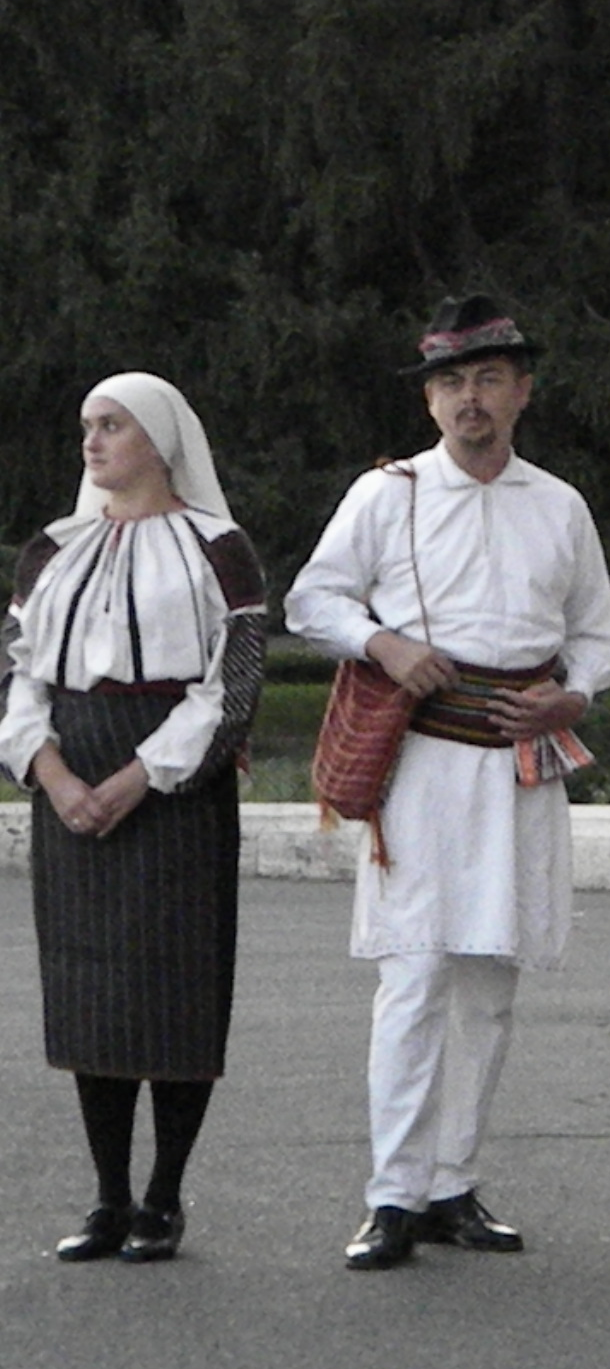
チャーンゴー人の民族衣装

チャーンゴー人はハンガリー王国の主権下になかったトランシルヴァニアの外側に住み、起源には諸説ある。北モルダヴィア（ブコヴィナ）のチャーンゴー、南モルダヴィアのチャーンゴー、ジメシュ・チャーンゴー(gyimesi csángó magyarok)などが知られるが、ワラキア・フニャド地方などほかにも存在する。
北モルダヴィアではルーマニア政府による弾圧によって、すでにハンガリー語話者が消滅したといわれるが、モルダヴィア全体ではチャーンゴーと何らかの関連があると思われるローマ・カトリック教徒が数十万人に及ぶ。
民俗音楽では、笛や太鼓(dob)・ガルドン(gardon)などを多用し、独特のリズム・音形・響きのある旋律の繰り返しを特徴とした音楽が知られる。ジメシュ・チャーンゴーでは、ハルマージ・ミハーイをはじめとしてバイオリンとガルドンの二重奏が有名。ルーマニア音楽との混交度も強い。

## 参考資料、ディスコグラフィー
- Siarl Ferdinand, Situation of the Csángó dialect of Moldavia in Romania, Hungarian Cultural Studies, 2016
- 「モルドヴァのチャーンゴー人」(チョマ・ゲルゲイ 写真・文,　粂栄美子 訳 / 恒文社 / (ISBN 4-7704-0818-8) / 1995年2月)
  - モルドヴァのチャーンゴー人 谷崎聖子
- 『ハンガリー語チャーンゴー方言概説』（ロシア語。北大などにある）
- 戸谷　浩『「チャーンゴー」研究のアポリア』 - 『アジア文化研究』別冊11号（2002年9月30日）
- "Moldvai hangszeres dallamok"(Moldavian instrument tunes)   (CD。古い録音)
- "HALMÁGYI MIHÁLY (fiddle, violon rustique); HUNGARIAN FOLK MUSIC FROM TRANSYLVANIA (GYIMES)"

チャーンゴー音楽試聴；
- (ハルマージ・ミハーイのMIDI)
- (ポップ風)